# 알렉산드루 시리체아누
알렉산드루 니콜라에 시리체아누(루마니아어: Alexandru Nicolae Siriţeanu, 1984년 4월 16일 ~ )는 루마니아의 펜싱 선수로 주 종목은 사브르이다. 2012년 하계 올림픽의 사브르 단체전에 교체요원으로 참가하여 은메달을 획득하였다.